# Zodariellum sericeum
Zodariellum sericeum är en spindelart som först beskrevs av Denis 1956.  Zodariellum sericeum ingår i släktet Zodariellum och familjen Zodariidae.
Artens utbredningsområde är Marocko. Inga underarter finns listade i Catalogue of Life.